# Кофман Роман Ісаакович
Кофман Роман (Аврам) Ісакович (нар. 15 червня 1936, Київ) — український композитор, диригент. Заслужений діяч мистецтв України (1994), народний артист України (2003), Професор (1996). У 2011 р. був номінований і увійшов до шортлиста Національної премії України імені Тараса Шевченка.

## Життєпис
Народився 15 червня 1936 р. в Києві. Закінчив Київську консерваторію (клас скрипки М. Макаренка (1961), клас диригування М. Канерштейна (1971). Утвердив себе як один з найбільш серйозних і різнобічних диригентів у колишньому Радянському Союзі. Виступав із понад 70-ма оркестрами Європи, Америки та інших континентів.
З 1990 р. є головним диригентом Київського камерного оркестру.
У 2003—2008 рр. був генеральним музичним директором Боннської опери (Німеччина), де також керував Бетговенським симфонічним оркестром. Нагороджений офіцерським хрестом першого класу ордена «За заслуги перед Федеративною Республікою Німеччина».
У 2011 році отримав орден «За заслуги» III ступеня.
З 2012 по 2019 очолював симфонічний оркестр Національної філармонії України. Серед наймасштабніших його робіт — цикли усіх симфоній Шуберта, Бетовена і Моцарта (останній — вперше в Україні). «Якщо порівняння з Мравінським могло б звучати занадто сміливим, усі сумніви зникають після цього концерту (Роман Кофман і Мюнхенський філармонійний оркестр)» («Süddeutsche Zeitung», Німеччина). «Роман Кофман є дійсно одним із найвидатніших у світі диригентів-інтерпретаторів» («Телеграф», Велика Британія).
Автор музики до фільмів: «Лише три тижні» (1971, т/ф), «Лаври» (1972, у співавторстві).
У 2011 році видав художню книжку «Пасторальная симфония, или Как я жил при немцах» (К.: Дух і літера, 2011), до якої ввійшли дві автобіографічні повісті.